# Matarova
Matarova (izvirno srbsko Матарова) je naselje v Srbiji, ki upravno spada pod Občino Kuršumlija; slednja pa je del Topliškega upravnega okraja.

## Demografija
V naselju živi 67 polnoletnih prebivalcev, pri čemer je njihova povprečna starost 42,6 let (41,5 pri moških in 43,8 pri ženskah). Naselje ima 28 gospodinjstev, pri čemer je povprečno število članov na gospodinjstvo 2,96.
To naselje je, glede na rezultate popisa iz leta 2002, večinoma srbsko.
|  |

| Demografija | Demografija     | Demografija     |
| Leto        | Št. prebivalcev | Št. prebivalcev |
| ----------- | --------------- | --------------- |
|             |                 |                 |
|             |                 |                 |
|             |                 |                 |
|             |                 |                 |
| 1948        | 227             |                 |
| 1953        | 247             |                 |
| 1961        | 252             |                 |
| 1971        | 194             |                 |
| 1981        | 172             |                 |
| 1991        | 118             | 118             |
| 2002        | 83              | 83              |
|             |                 |                 |

| Etnična sestava po popisu iz leta 2002 | Etnična sestava po popisu iz leta 2002 | Etnična sestava po popisu iz leta 2002 | Etnična sestava po popisu iz leta 2002 | Etnična sestava po popisu iz leta 2002 |
| -------------------------------------- | -------------------------------------- | -------------------------------------- | -------------------------------------- | -------------------------------------- |
| Srbi                                   | Srbi                                   |                                        | 82                                     | 98,79%                                 |
| Čehi                                   | Čehi                                   |                                        | 1                                      | 1,20%                                  |
| Neznano                                | Neznano                                |                                        | 0                                      | 0,0%                                   |